# فرودگاه اکو ولی
فرودگاه اکو ولی (به انگلیسی: Echo Valley Airport) یک فرودگاه خصوصی است که یک باند فرود آسفالت دارد و طول باند آن ۱۰۴۰ متر است. این فرودگاه در شهر اکو ولی، بریتیش کلمبیا کشور کانادا قرار دارد و در ارتفاع ۱۱۱۳ متری از سطح دریا واقع شده است.